# Sottocampi del campo di concentramento di Mauthausen

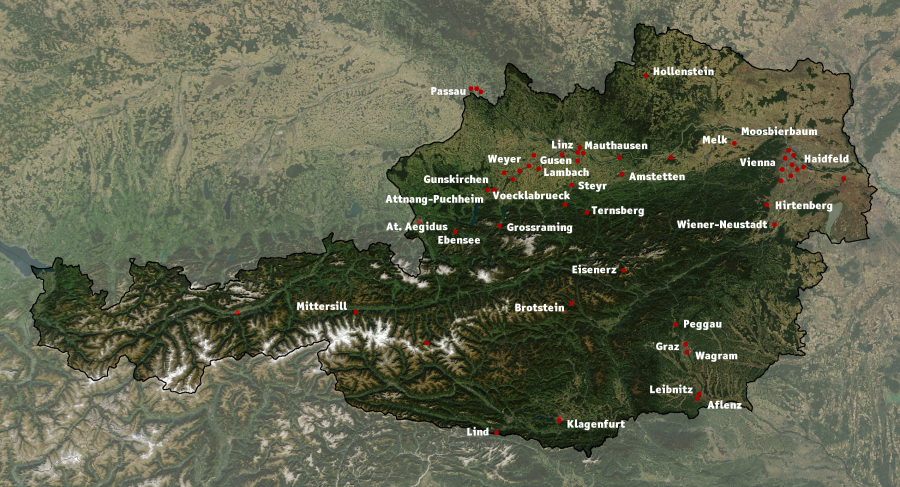
Mappa dell'Austria con l'ubicazione del campo di Mauthausen e di alcuni dei suoi sottocampi.

Il seguente elenco comprende tutti i sottocampi del KL di Mauthausen, lo Stammlager di Mauthausen.

## Lista
- Amstetten, campo maschile in frazione Allersdorf (19 mar 1945 - 18 apr 1945 per "evacuazione forzata" probabilmente a Mauthausen): sgombero macerie e riparazione della stazione ferroviaria bombardata.  Prigionieri 2996[1]. Morti: NN. Assegnatari: Firma Flotte e Firma Hopferwieser.[2] Nome di copertura: "Bahnbau I".

- Amstetten, campo femminile (20 mar 1945 - primi di aprile 1945 per "evacuazione forzata" a Mauthausen)[2]: sgombero macerie e riparazione della stazione ferroviaria bombardata. Prigionieri 500[1]. Morti: NN. Assegnatari: (vedi sopra). Nome di copertura: "Bahnbau II".[3]

- Bachmanning (20 set 1942 - data chiusura sconosciuta, fu comunque di breve durata): segheria. Prigionieri: ~20, morti:NN. Assegnatario: Deutsche Ausrüstungswerke GmbH.[3]

- Bretstein, in località Bretsteingraben (agosto 1941 - 30 set 1943): allevamento bestiame, costruzione strada. Prigionieri: ~80[1], morti=NN. Assegnatario: Deutsche Versuchsanstalt für Ernährung und Verpflegung GmbH, fondata dal SS-Führer Oswald Pohl e direttamente controllata dal dipartimento WVHA/Amt W V/1.[2]

- Dippoldsau, ora nel comune di Weyer (17 set 1943 - 25 ago 1944): costruzione della diga sul fiume Enns e di una strada. Prigionieri: ~130[1], morti=NN. Assegnatario: Kraftwerke Oberdonau AG. Dippoldsau dipendeva dal sottocampo di Großraming, piuttosto che direttamente dal campo di Mauthausen.[3]

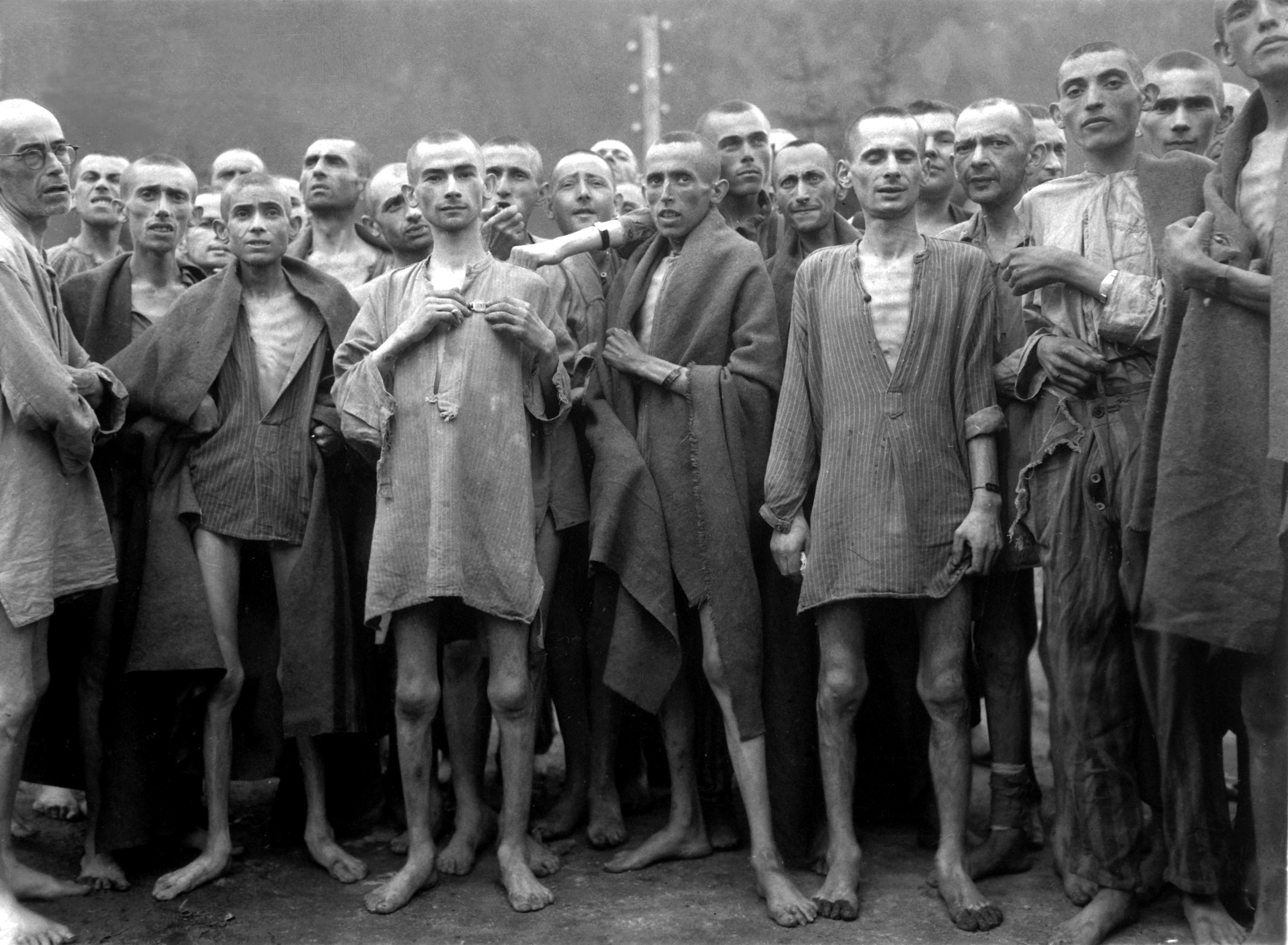
Superstiti al campo di Ebensee.

- Ebensee (18 nov 1943 - 6 mag 1945), era tra i principali sottocampi di Mauthausen: costruzione di gallerie per ospitare la produzione dei missili V2 (mai entrata in funzione), produzione di cuscinetti a sfera e parti di panzer, produzione di benzine e olii lubrificanti. Prigionieri: 18437[1], morti=8500. Assegnatari: SS Sonderstab Kammler (diretto dal generale delle Waffen-SS Hans Kammler)[4], Ministero degli armamenti e Comando supremo dell'Esercito tedesco (OKH), Steyr-Daimler-Puch AG. Nomi di copertura: "Kalk", "Solvay", "Zement", "Dachs II" (per l'impianto per la produzione di olio lubrificante), "Taube I" (per la raffineria di petrolio).[3]

- Eisenerz (15 giu1943 - 14 mar 1945) alla chiusura i prigionieri vennero inviati al sottocampo di Peggau; tuttavia il 29 aprile 1945 un prigioniero vi era ancora presente[2]: lavoro in miniera e costruzioni edilizie. Prigionieri: 469, morti=NN. Assegnatari:Reichswerke AG, Alpine Montanbetriebe.[5]

- Enns (10 apr 1945 - 19 apr 1945): costruzione di trincee e bunker. Prigionieri: ~2000, morti=NN (molti, ma imprecisati, furono i morti nel breve periodo di funzionamento del campo). Assegnatari: NN, probabilmente la direzione del Gau Oberdonau.[3]

- Grein (22 mar 1944, riaperto il 2 feb 1945 - 19 feb 1945): ristrutturazione della cantina del castello per installarvi delle officine meccaniche, costruzioni residenziali e industriali. Prigionieri: 120[1], morti=NN. Assegnatari: Azienda edile Koller im subappalto da Voigt & Haefner AG, Werk Linz.[2]

- Großraming (14 gen 1943 - 29 ago 1944) alla chiusura i prigionieri vennero trasferiti a Mauthausen: costruzione di una centrale idroelettrica sul fiume Enns e di un insediamento residenziale a favore di chi aveva perso la casa sommersa dall'ampliamento del letto fluviale dopo la costruzione della diga.  Prigionieri: 1013[1] o 1027[6], morti=NN.  Assegnatari: Kraftwerke Oberdonau AG.[3]

- Gunskirchen: era un campo di raccolta per gli Ebrei Ungheresi giunti da Auschwitz nelle marce della morte partite da lì. Venne aperto il 12 marzo e chiuse il 5 maggio 1945; al momento della liberazione, si trovavano 12.000 Ebrei, sui 15.000 giunti.

- Gusen I: era il principale sito di internamento del complesso dopo lo Stammlager; come ad Ebensee e Melk, e come per una buona parte dei sottocampi austriaci, si lavorava agli armamenti sottoterra. Oggi non ha quasi niente di rimasto, solo poche baracche e le gallerie, inaccessibili.

- Gusen II: si lavorava agli armamenti bellici sottoterra come a Gusen I. Ospitava 12.537 internati.

- Gusen III: si lavorava ad una fornace, e ospitava 274 internati, numero relativamente basso rispetto ai precedenti.

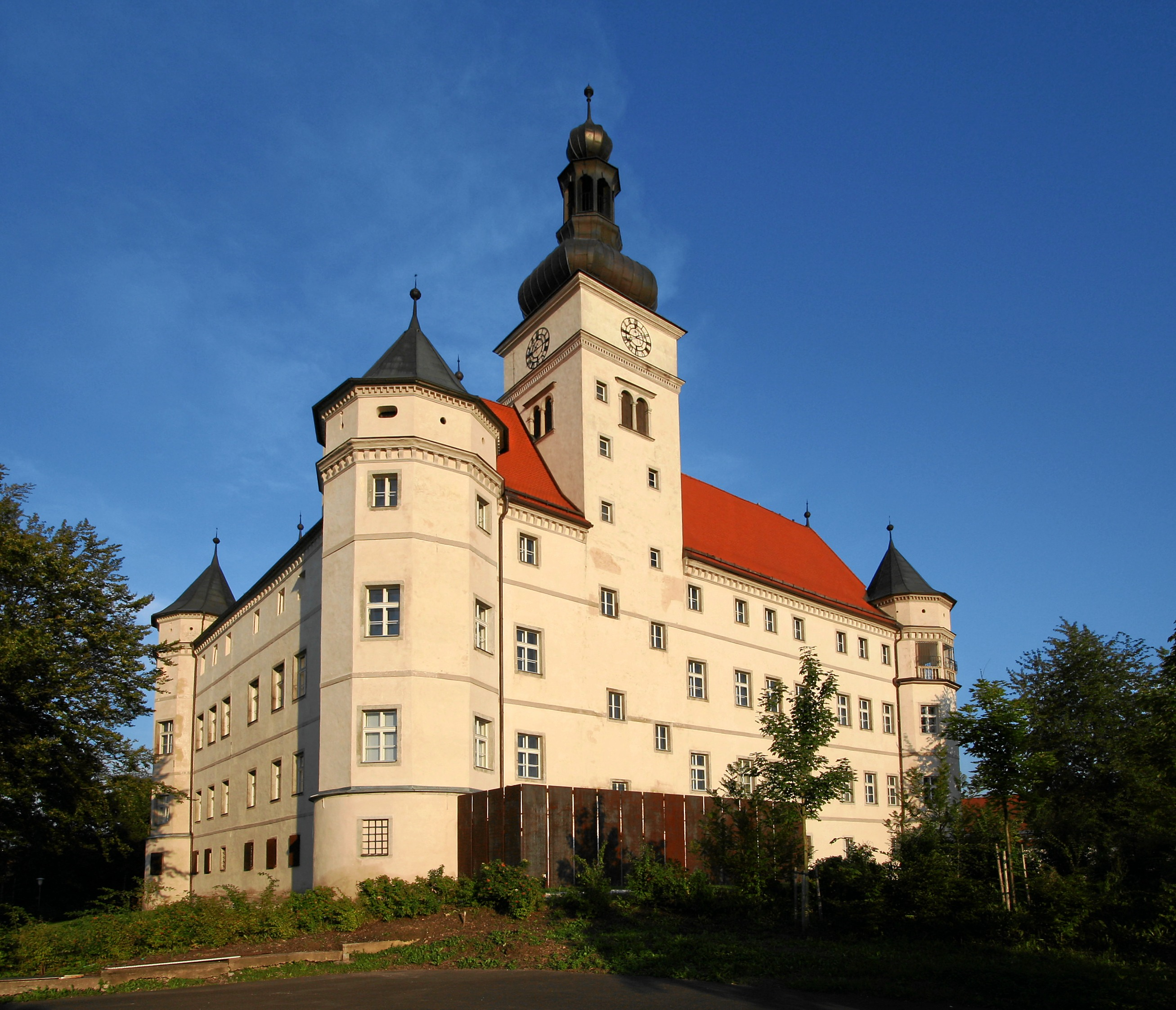
Il castello di Hartheim oggi

- Castello di Hartheim: era un centro di sterminio o centro di eutanasia, dove vennero gasati quasi tutti gli inabili di Mauthausen, Gusen, di Ebensee, e di  Dachau in Germania, da dove giunsero quasi 3.500 internati. Gli abitanti nei pressi del castello si insospettirono sentendo la puzza del crematorio, nascosto dall'alto castello, e le SS dichiararono che bruciavano olio.

- Hirtenberg: era un campo femminile che venne fondato nella fine del 1944. Le 459 internate lavoravano agli armamenti della ditta  tedesca Gustloff - Werke. Fu liberato il 1º aprile 1945.

- Hinterbruehl Julius: venne aperto a fine 1944 e chiuse il 1º aprile dell'anno seguente; si lavorava alla fabbricazione di aerei e dei missili V6. Gli internati erano circa 2000, per lo più Politici. Il suo nome in codice era Julius. Per costruire le gallerie, si prosciugò un lago sotterraneo.

- Klagenfurt: nella Carinzia, 130 internati lavorarono dal 19 novembre 1943 all'aprile 1945 alla costruzione di un centro di addestramento per le reclute delle SS, che, inizialmente, diventavano SS-Schütze.

- Lenzing: era un campo femminile dove le 577 deportate lavoravano per la Lenzinger Zelwolle AG. Aprì a novembre 1944 e fu liberato sei mesi dopo.

- Leibnitz-Graz situato ad Aflenz a/d Sulm, frazione di Wagna (04 feb 1944 - 02 apr 1945 per "evacuazione forzata" al campo di Ebensee dove arrivarono il 18[2]): costruzione di gallerie e successiva produzione bellica (aerei e parti di autocarro e panzer). Prigionieri: 655[1]~711[3], morti: 70. Aziende: DESt e Steyr-Daimler-Puch AG. Nomi di copertura: "Kalksteinwerke", "Salm".

- Linz I: venne aperto il 20 febbraio 1943 e chiuse il 3 agosto 1944. I deportati lavoravano alla costruzione del lager stesso, a quella di una strada e alla fabbricazione di Reichwerke Hermann Goering.

- Linz II: venne aperto nel 1944 e chiuse tra il marzo e l'aprile dell'anno seguente. I 285 prigionieri lavoravano in rifugi antiaerei

- Linz III: aprì il 22 maggio 1944 e chiuse il 5 maggio dell'anno seguente; era il più importante della zona di Linz, con 5615 prigionieri al suo interno. Costoro lavoravano nella fabbricazione di carri armati, in una fonderia e nella costruzione di centrali energetiche.

- Loibplass: era composto da due campi, uno in Austria e uno in Slovenia; venne aperto il 2 giugno 1943 e uno chiuse ad aprile ed uno a maggio 1945, nei quali i deportati, 1300 circa, lavorarono alla costruzione di un tunnel stradale che venne ultimato il 4 dicembre 1943.

- Mauthausen: era lo Stammlager di tutti gli altri campi elencati. Nel Kommando Transport - Kolonne si lavorava nella Scala della Morte, composta da 186 gradini, e nel Muro dei Paracadutisti, senza contare le industrie belliche e il Sonderkommando, che venne sterminato, assieme agli altri "portatori di segreti" e a ex - prigionieri delle prigioni austriache, il 3 maggio 1945, giorno della fuga delle SS dal campo. Il suo complesso è inferiore solo ad  Auschwitz - Birkenau - Monowitz per numero di vittime, che sono stimate per 155.000, per lo più politici.

- Melk: era un sottocampo molto simile a Ebensee; come nel precedente, vi fu rinchiuso Shlomo Venezia, come ricorda egli stesso a Sonderkommando Auschwitz. Contava 10.000 internati.

- Castello di Mittersill: nei pressi di Salisburgo, 15 donne, tutte Testimoni di Geova, lavoravano alla pulizia degli uffici di ricerca sulle piante[7][8]. In seguito nove donne furono trasferite da Mittersill al castello di Lannach/Steiermark, un altro sito di ricerca sulle piante, le rimanenti sei donne invece furono liberate dagli americani (8 maggio 1945).

- Pasau I: aprì il 12 ottobre 1942 come campo satellite di Dachau, ma in seguito passò alle dipendenze di Mauthausen. Chiuse, per l'avvicinarsi del fronte, il 2 maggio 1945. Conteneva 83 internati, che lavoravano alla costruzione di una diga di una centrale elettrica.

- Pasau II: era molto più grande del primo, e ivi invece si lavorava in armamenti bellici. Fu aperto il 9 marzo e chiuse il 19 novembre del 1944.

- Peggau: venne aperto il 17 agosto 1944 e chiuse il 2 maggio 1945. Gli 888 internati prima lavorarono a costruire vari cunicoli, poi, nelle stesse gallerie, a componenti di aeroplani.
- Pupping 398: Il campo di prigionia 398 fu creato a Pupping all'inizio del 1943, per sgombrare i campi di prigionia dei dintorni. Particolarmente il XVIIB con tre distaccamenti. Linz, Steyr. Gaspoltshofen.

- Schlier: circa 1500 internati costruirono uno stabilimento e vi lavorarono per i missili V6. Il 3 aprile 1945 fu trasferito da Sachsenhausen un Kommando che faceva monete false. Il 3 maggio fu evacuato nel vicino  Ebensee.

- Steyr: venne aperto nel 1942 e chiuse, dopo essere stato parzialmente evacuato, il 2 maggio 1945. Nella vicina cittadina, vennero cremate le prime vittime del complesso, finché Mauthausen non ebbe i suoi crematori. Si fabbricavano cuscinetti a sfera per la società Steyr-Daimler-Puch AG.

- St. Lambrecht: venne aperto il 2 novembre 1944 e chiuse il 1º aprile dell'anno seguente. Gli 80 detenuti uomini lavoravano in una fattoria delle SS e svolgevano lavori nelle foreste, e, nei suoi pressi, vi era un campo femminile con 23 detenute.

- Sankt Valentin: venne aperto il 22 agosto 1944 e chiuse il 23 aprile 1945. I detenuti erano utilizzati dalla vicina Nibelungenwerk che era il più grande stabilimento per la fabbricazione di panzer della Germania nazista[9].

- Ternberg: venne aperto a febbraio 1943 e chiuse a novembre 1944. I 450 detenuti circa lavoravano in una centrale elettrica e costruivano strade.

- Voecklaburg: venne aperto il 6 giugno 1941 e chiuse il 14 maggio 1942. I 300 internati lavorarono per la costruzione di alcune strade, e il 14 maggio i superstiti furono trasferiti nel vicino Ternberg.

- Wels: gli internati, che furono da un minimo di 397 a un massimo di 1900, inizialmente si cimentarono nella costruzione di un magazzino, poi nelle riparazioni di macchine e aerei. Venne fondato il 27 dicembre 1944 per essere liberato nell'aprile dell'anno seguente.

- Wiener Neudorf: i 2594 prigionieri costruivano motori per gli aerei. Fu aperto il 2 agosto 1943 e fu evacuato il 2 aprile 1945. La ditta per la quale lavoravano era la Fleugmotorenwerk Ostmark.

- Wiener Neudstadt: la Rax - Werke inizialmente produceva motori, poi a luglio 1943, due settimane dopo l'apertura di Wiener Neudstadt, si cimentò coi missili V6. Gli Alleati bombardarono a novembre. In questa prima fase, da Mauthausen giunsero due scaglioni: uno di 500 persone e uno di quasi 800. Coloro vennero deportati a Dora - Mittelbau e a Campo di concentramento di Reldz - Zipfe, che svolgevano simili operazioni ma sottoterra. Venne poi riaperto nel luglio 1944 per produrre sempre gli stessi missili, ma sottoterra. Venne evacuato, per l'avvicinarsi del fronte, il 1º aprile 1945.

- Wien Floridsdorf: i 2.737 internati alloggiavano in due fattorie. Nella cantina di una di esse, Jedlesee, ch'era anche una birreria, lavoravano in armamenti bellici, componenti di aerei. L'altra fattoria era denominata Hoffer.

- Nave Mauthausen: fu un campo di raccolta che contenne 700 internati.

- Zetlager: fu un altro campo di raccolta, per 10.000 internati. Fu aperto nell'Autunno del 1944 e venne liberato il 5 maggio dell'anno seguente. Ospitava i superstiti delle Marce della morte partite da vari lager noti: Auschwitz - Birkenau,  Flossenbürg, Sachsenhausen, Buchenwald e Gross-Rosen[10].